# Юроватыйвис

Юроватыйвис (Юроватый Вис) — река в России, протекает в Республике Коми. Вытекает из озера Юроватыйты. Устье реки находится в 190 км по правому берегу реки Юръяха. Длина реки составляет 21 км. 

## Данные водного реестра
По данным государственного водного реестра России относится к Двинско-Печорскому бассейновому округу, водохозяйственный участок реки — Печора от впадения реки Уса до водомерного поста Усть-Цильма, речной подбассейн реки — Печора ниже впадения Усы. Речной бассейн реки — Печора.
По данным геоинформационной системы водохозяйственного районирования территории РФ, подготовленной Федеральным агентством водных ресурсов:
- Код водного объекта в государственном водном реестре — 03050300112103000073904
- Код по гидрологической изученности (ГИ) — 103007390
- Код бассейна — 03.05.03.001
- Номер тома по ГИ — 03
- Выпуск по ГИ — 0